# Dorothy Brookshaw
Dorothy ‚Dot‘ Elizabeth Brookshaw (* 20. Dezember 1912, Toronto Kanada; † 3. September 1962) war eine kanadische Leichtathletin und Olympiateilnehmerin.
Bei den XI. Olympischen Sommerspielen 1936 in Berlin gewann sie die Mannschafts-Bronzemedaille im 4-mal-100-Meter-Staffellauf zusammen mit ihren Teamkolleginnen Mildred Dolson, Hilda Cameron und Aileen Meagher, hinter dem Team der USA (Gold) und dem Team aus Großbritannien (Silber).